# Juwelen uit de collectie Nelly Van den Abbeele
De Juwelen uit de collectie Nelly Van den Abbeele zijn een collectie juwelen, samengebracht door Nelly Van den Abbeele, een Belgische verzamelaar. Zij bracht werken van de belangrijkste kunstenaars van de 20e eeuw samen waardoor deze collectie een referentie vormt, waaronder sieraden die Belgische beeldhouwers voor Nelly Van den Abbeele ontwierpen. Deze sieraden zijn de eerste artistieke die in België werden vervaardigd werden in de periode 1970-1980.

## Overzicht van de belangrijkste juwelen
- Cavalier II: juweel door Pierre Caille (1911-1996) uit Doornik, opgeleid als kunstschilder en later keramist, beeldhouwer, etser, en ontwerper van toneeldecors en juwelen. Hij genoot internationale faam met zijn werk, gekenmerkt door humor en satire.
- Torque: door Emile Souply (1933-2013), die als een van de eerste zilversmeden juwelen met nieuwe vormentaal maakte, gekenmerkt door inventiviteit en technische kennis.
- Astronaute I: door Paul Van Hoeydonck (1925-2025), een Antwerpse kunstschilder, beeldhouwer en assemblagekunstenaar. Hij geniet internationale reputatie en is de enige kunstenaar met een werk op de maan (Fallen Astronaut). Zijn Astronaute I bewijst zijn belangstelling voor de exploratie van het heelal door de mens.
- Signal de l’autoroute d’Ostende: door Jacques Moeschal (1913-2004). Deze hanger van de Brusselse architect en beeldhouwer verwijst naar zijn realisaties in de openbare ruimte. Hij is vooral bekend door zijn monumentale ontwerpen zoals  het Signaal van Zellik (Groot-Bijgaarden), de Signe de lumière aan de Naamsepoort in Brussel (1999), de Voie des airs aan de Luchthaven van Zaventem. Hij ontwierp De Pijl voor de wereldtentoonstelling van 1958 in Brussel.
- Halsketting: door Anita Evenepoel,  textiel-, mode- en juweelontwerper die meerdere prijzen ontving. Dit juweel, dat het lichaam lijkt te ontsluiten, bestaat uit synthetisch materiaal wat haar zin voor experiment onderlijnt.
- Broche: door Kurt Lewy (1898-1963). Deze broche is vervaardigd uit email door Lewy die ook schilder, graficus en tapijtontwerper was. Hij werd in Duitsland geboren en verhuisde in 1935 naar België. Zijn stijl evolueerde van het expressionisme over het figuratieve kunst naar een geometrische stijl.

## Geschiedenis
De Juwelen uit de collectie Nelly Van den Abbeele werden in 2017 aangekocht door het Fonds Christian Bauwens en worden tentoongesteld in het DIVA te Antwerpen.